# تولویتس
تولویتس (به آلمانی: Tollwitz) یک منطقهٔ مسکونی در آلمان است که در باد دورنبرگ واقع شده‌است. تولویتس ۱٬۲۱۸ نفر جمعیت دارد.